# Llista de topònims d'Ullastret
Llista de topònims (noms propis de lloc) del municipi d'Ullastret, al Baix Empordà
Informació actualitzada per un bot. Els canvis manuals es perdran quan s'actualitzi!

## casa
| imatge | Nom                        | Ubicat a  | instància de | Detalls                                                              | coordenades                                                                             | Protecció                                  | Commons (més fotos)        | Dades a WD                    |
| ------ | -------------------------- | --------- | ------------ | -------------------------------------------------------------------- | --------------------------------------------------------------------------------------- | ------------------------------------------ | -------------------------- | ----------------------------- |
|        | Ca l'Hospitaler            | Ullastret | casa         | Estil: arquitectura popular 16th century                             | 42° 00′ 04″ N, 3° 03′ 57″ E / 42.001071°N,3.065887°E ca:C. Notaria - c. Major 45 msnm   | bé integrant del patrimoni cultural català | Ca l'Hospitaler            | Modifica les dades a Wikidata |
|        | Can Pelegrí                | Ullastret | casa         | Estil: arquitectura popular 18th century                             | 42° 00′ 02″ N, 3° 03′ 59″ E / 42.000656°N,3.066466°E ca:C. Major - c. dels Bous 40 msnm | bé integrant del patrimoni cultural català | Can Pelegrí (Ullastret)    | Modifica les dades a Wikidata |
|        | Can Romaguera              | Ullastret | casa         | Estil: arquitectura popular                                          | 42° 00′ 02″ N, 3° 04′ 10″ E / 42.000587°N,3.069358°E ca:Barri del Fort 48 msnm          | bé integrant del patrimoni cultural català | Can Romeguera (Ullastret)  | Modifica les dades a Wikidata |
|        | Façana de l'antiga Can Bou | Ullastret | casa         | Estil: arquitectura gòtica arquitectura del Renaixement 16th century | 42° 00′ 04″ N, 3° 04′ 00″ E / 42.000998°N,3.066714°E ca:C. Notaria 44 msnm              | bé integrant del patrimoni cultural català | Façana de l'antiga Can Bou | Modifica les dades a Wikidata |
|        | can Bou                    | Ullastret | casa         | Estil: arquitectura popular 17th century                             | 42° 00′ 03″ N, 3° 04′ 00″ E / 42.000705°N,3.066768°E ca:C. Major 43 msnm                | bé integrant del patrimoni cultural català | Can Bou (Ullastret)        | Modifica les dades a Wikidata |

## castell
| imatge | Nom                    | Ubicat a  | instància de | Detalls      | coordenades                                                                                       | Protecció                                            | Commons (més fotos)    | Dades a WD                    |
| ------ | ---------------------- | --------- | ------------ | ------------ | ------------------------------------------------------------------------------------------------- | ---------------------------------------------------- | ---------------------- | ----------------------------- |
|        | castell d'Ullastret    | Ullastret | castell      |              | 42° 00′ 03″ N, 3° 04′ 06″ E / 42.0008°N,3.06826°E ca:Al nucli d'Ullastret 46 msnm                 | bé d'interès cultural bé cultural d'interès nacional | Castell d'Ullastret    | Modifica les dades a Wikidata |
|        | castell de Sant Andreu | Ullastret | castell      | 12nd century | 42° 00′ 21″ N, 3° 04′ 47″ E / 42.005864°N,3.079772°E ca:Al turó de Sant Andreu, Ullastret 53 msnm | bé d'interès cultural bé cultural d'interès nacional | Castell de Sant Andreu | Modifica les dades a Wikidata |

## creu de terme
| imatge | Nom                                           | Ubicat a  | instància de  | Detalls                     | coordenades                                                                                             | Protecció                                  | Commons (més fotos)                   | Dades a WD                    |
| ------ | --------------------------------------------- | --------- | ------------- | --------------------------- | --- | ------------------------------------------ | ------------------------------------- | ----------------------------- |
|        | Basament d'una creu de terme                  | Ullastret | creu de terme | Estil: arquitectura popular | 42° 00′ 07″ N, 3° 04′ 01″ E / 42.002016°N,3.066872°E                                                    | bé integrant del patrimoni cultural català |                                       | Modifica les dades a Wikidata |
|        | Basament de la creu de terme del Carrer Major | Ullastret | creu de terme | Estil: arquitectura popular | 42° 00′ 04″ N, 3° 03′ 57″ E / 42.001107°N,3.06573°E ca:C. Major - c. de la Notaria (a l'extrem) 38 msnm | bé integrant del patrimoni cultural català | Basament de creu de terme (Ullastret) | Modifica les dades a Wikidata |

## edifici
| imatge | Nom                | Ubicat a  | instància de | Detalls                    | coordenades                                        | Protecció                                  | Commons (més fotos) | Dades a WD                    |
| ------ | ------------------ | --------- | ------------ | -------------------------- | -------------------------------------------------- | ------------------------------------------ | ------------------- | ----------------------------- |
|        | Llotja d'Ullastret | Ullastret | edifici      | Estil: arquitectura gòtica | 42° 00′ 02″ N, 3° 04′ 04″ E / 42.00044°N,3.06764°E | bé integrant del patrimoni cultural català | Llotja (Ullastret)  | Modifica les dades a Wikidata |
|        | Museo Monográfico  | Ullastret | edifici      |                            |                                                    | bé d'interès cultural                      |                     | Modifica les dades a Wikidata |

## església
| imatge | Nom                   | Ubicat a  | instància de     | Detalls                                              | coordenades                                                                | Protecció                                  | Commons (més fotos)               | Dades a WD                    |
| ------ | --------------------- | --------- | ---------------- | ---------------------------------------------------- | -------------------------------------------------------------------------- | ------------------------------------------ | --------------------------------- | ----------------------------- |
|        | Sant Andreu           | Ullastret | església capella |                                                      | 42° 00′ 22″ N, 3° 04′ 59″ E / 42.0061375609599°N,3.0829613300723°E 53 msnm |                                            |                                   | Modifica les dades a Wikidata |
|        | Sant Pere d'Ullastret | Ullastret | església         | Estil: arquitectura romànica Anomenat per: Sant Pere | 42° 00′ 02″ N, 3° 04′ 07″ E / 42.000572°N,3.068533°E                       | bé integrant del patrimoni cultural català | Esglèsia de Sant Pere d'Ullastret | Modifica les dades a Wikidata |

## masia
| imatge | Nom                      | Ubicat a  | instància de | Detalls                                                              | coordenades                                                                            | Protecció                                  | Commons (més fotos)       | Dades a WD                    |
| ------ | ------------------------ | --------- | ------------ | -------------------------------------------------------------------- | -------------------------------------------------------------------------------------- | ------------------------------------------ | ------------------------- | ----------------------------- |
|        | Can Barris               | Ullastret | masia        |                                                                      | 41° 59′ 47″ N, 3° 04′ 52″ E / 41.9963307088806°N,3.08099259946148°E                    |                                            |                           | Modifica les dades a Wikidata |
|        | Can Cassanyes            | Ullastret | masia        |                                                                      | 42° 00′ 07″ N, 3° 03′ 24″ E / 42.001866446724°N,3.05653551349066°E                     |                                            |                           | Modifica les dades a Wikidata |
|        | Can Cilet                | Ullastret | masia        |                                                                      | 41° 59′ 48″ N, 3° 04′ 21″ E / 41.9965345074103°N,3.07254100975827°E                    |                                            |                           | Modifica les dades a Wikidata |
|        | Can Mascarós             | Ullastret | masia        | Estil: arquitectura popular                                          | 42° 00′ 00″ N, 3° 04′ 10″ E / 42°N,3.0695°E ca:Carrer dels Valls, 1                    | bé integrant del patrimoni cultural català | Can Mascarós (Ullastret)  | Modifica les dades a Wikidata |
|        | Can Nando Serra          | Ullastret | masia        |                                                                      | 41° 59′ 58″ N, 3° 04′ 08″ E / 41.9993108714978°N,3.06878896422345°E                    |                                            |                           | Modifica les dades a Wikidata |
|        | Can Terrats              | Ullastret | masia        | Estil: arquitectura gòtica arquitectura del Renaixement 16th century | 42° 00′ 05″ N, 3° 04′ 08″ E / 42.001303°N,3.068894°E ca:Al nord del nucli urbà 49 msnm | bé integrant del patrimoni cultural català | Can Terrats (Ullastret)   | Modifica les dades a Wikidata |
|        | Mas Blanc                | Ullastret | masia        |                                                                      | 41° 59′ 57″ N, 3° 05′ 39″ E / 41.9990316538568°N,3.0941814223937°E                     |                                            |                           | Modifica les dades a Wikidata |
|        | Mas Miró                 | Ullastret | masia        |                                                                      | 42° 00′ 33″ N, 3° 04′ 30″ E / 42.0092412601048°N,3.07510357990079°E                    |                                            |                           | Modifica les dades a Wikidata |
|        | Mas Negre                | Ullastret | masia        |                                                                      | 41° 59′ 32″ N, 3° 05′ 31″ E / 41.9921072344252°N,3.09207047169101°E                    |                                            |                           | Modifica les dades a Wikidata |
|        | Mas Teixidor             | Ullastret | masia        | Estil: arquitectura popular                                          | 41° 59′ 59″ N, 3° 04′ 09″ E / 41.9997°N,3.06904°E ca:Carrer Marcel Ralló               | bé integrant del patrimoni cultural català | Mas Teixidor (Ullastret)  | Modifica les dades a Wikidata |
|        | Mas de l'Illa            | Ullastret | masia        |                                                                      | 42° 00′ 51″ N, 3° 05′ 06″ E / 42.0141429098617°N,3.08509735472426°E                    |                                            |                           | Modifica les dades a Wikidata |
|        | Sant Andreu              | Ullastret | masia        |                                                                      | 42° 00′ 22″ N, 3° 04′ 47″ E / 42.0059956975169°N,3.07979727114211°E                    |                                            |                           | Modifica les dades a Wikidata |
|        | can Torroella            | Ullastret | masia        | Estil: gòtic flamíger 16th century                                   | 41° 59′ 57″ N, 3° 04′ 06″ E / 41.9992°N,3.06847°E ca:C. Marcel Ralló 46 msnm           | bé integrant del patrimoni cultural català | Can Torroella (Ullastret) | Modifica les dades a Wikidata |
|        | la Barraca d'en Vinyoles | Ullastret | masia        |                                                                      | 41° 59′ 24″ N, 3° 05′ 17″ E / 41.9898677087736°N,3.08807114487501°E                    |                                            |                           | Modifica les dades a Wikidata |

## muntanya
| imatge | Nom                 | Ubicat a                      | instància de | Detalls | coordenades                                                       | Protecció | Commons (més fotos) | Dades a WD                    |
| ------ | ------------------- | ----------------------------- | ------------ | ------- | ----------------------------------------------------------------- | --------- | ------------------- | ----------------------------- |
|        | Puig d'en Ponç      | Ullastret                     | muntanya     |         | 41° 59′ 33″ N, 3° 02′ 55″ E / 41.9925°N,3.04871°E 97 msnm         |           |                     | Modifica les dades a Wikidata |
|        | Puig d'en Vidal     | Ullastret la Bisbal d'Empordà | muntanya     |         | 41° 59′ 11″ N, 3° 03′ 25″ E / 41.986525°N,3.05684444°E 103.5 msnm |           |                     | Modifica les dades a Wikidata |
|        | Turó de Sant Andreu | Ullastret                     | muntanya     |         | 42° 00′ 30″ N, 3° 04′ 43″ E / 42.0082°N,3.0785°E 53.3 msnm        |           |                     | Modifica les dades a Wikidata |
|        | la Creu de l'Estany | Fontanilles Ullastret         | muntanya     |         | 42° 00′ 17″ N, 3° 05′ 52″ E / 42.0046°N,3.0977°E 85.7 msnm        |           |                     | Modifica les dades a Wikidata |

## Misc
| imatge | Nom                          | Ubicat a     | instància de                                                                   | Detalls                                                                      | coordenades                                                                                               | Protecció                                  | Commons (més fotos)        | Dades a WD                    |
| ------ | ---------------------------- | ------------ | ------------------------------------------------------------------------------ | ---------------------------------------------------------------------------- | --- | ------------------------------------------ | -------------------------- | ----------------------------- |
|        | Ajuntament d'Ullastret       | Ullastret    | casa consistorial                                                              | Estil: modernisme català arquitectura eclèctica 19th century                 | 42° 00′ 00″ N, 3° 04′ 06″ E / 42.00002°N,3.068355°E ca:Plaça de l'Ajuntament 49 msnm                      | bé integrant del patrimoni cultural català | Ajuntament d'Ullastret     | Modifica les dades a Wikidata |
|        | Daró                         | Baix Empordà | curs d'aigua riu                                                               | Desemboca: Ter Llarg: 43km Conca: 319.8km²                                   | 41° 53′ 09″ N, 2° 58′ 22″ E / 41.885791°N,2.972687°E 42° 02′ 15″ N, 3° 07′ 05″ E / 42.037622°N,3.118117°E |                                            | Daró                       | Modifica les dades a Wikidata |
|        | Finestra i restes de portal  | Ullastret    | finestra                                                                       | Estil: gòtic tardà                                                           | 42° 00′ 01″ N, 3° 03′ 57″ E / 42.0002°N,3.06582°E                                                         | bé integrant del patrimoni cultural català |                            | Modifica les dades a Wikidata |
|        | Molí d'Ullastret             | Ullastret    | molí d'aigua                                                                   |                                                                              | 42° 00′ 08″ N, 3° 03′ 22″ E / 42.002109786654°N,3.05620970057424°E                                        |                                            |                            | Modifica les dades a Wikidata |
|        | Poblat de l'Illa d'en Reixac | Ullastret    | antic assentament                                                              |                                                                              | 42° 00′ 44″ N, 3° 04′ 53″ E / 42.0121190280081°N,3.08149570640386°E                                       |                                            |                            | Modifica les dades a Wikidata |
|        | Pont de l'Estret             | Ullastret    | pont                                                                           |                                                                              | 42° 00′ 17″ N, 3° 05′ 17″ E / 42.0047288295764°N,3.08792257878498°E                                       |                                            |                            | Modifica les dades a Wikidata |
|        | Pou públic                   | Ullastret    | pou                                                                            | Estil: arquitectura popular                                                  | 42° 00′ 02″ N, 3° 04′ 05″ E / 42.00049°N,3.06798°E                                                        | bé integrant del patrimoni cultural català | Pou públic (Ullastret)     | Modifica les dades a Wikidata |
|        | Ullastret                    | Ullastret    | entitat singular de població ens local històric de Catalunya capital municipal | 266 hab                                                                      | 42° 00′ 01″ N, 3° 04′ 07″ E / 42.000414°N,3.068648°E 49 msnm                                              |                                            |                            | Modifica les dades a Wikidata |
|        | Vila d'Ullastret             | Ullastret    | conjunt històric                                                               | Estil: arquitectura gòtica arquitectura del Renaixement arquitectura popular | 42° 00′ 01″ N, 3° 04′ 07″ E / 42.00034°N,3.06859°E ca:Carrer Major i adjacents 50 msnm                    | bé cultural d'interès nacional             | La Vila d'Ullastret        | Modifica les dades a Wikidata |
|        | ciutat ibèrica d'Ullastret   | Ullastret    | jaciment arqueològic                                                           |                                                                              | 42° 00′ 21″ N, 3° 04′ 46″ E / 42.005842°N,3.079326°E 53 msnm                                              | bé cultural d'interès nacional             | Ciutat ibèrica d'Ullastret | Modifica les dades a Wikidata |
|        | estany d'Ullastret           | Ullastret    | llac                                                                           |                                                                              | 42° 00′ 43″ N, 3° 05′ 07″ E / 42.01194444°N,3.08526944°E                                                  |                                            | Estany d'Ullastret         | Modifica les dades a Wikidata |